# Godfryd IV Martel
Godfryd IV Martel (ur. 1073, zm. 19 maja 1106 w Candé) – hrabia Andegawenii, najstarszy syn hrabiego Fulka IV i Ermengardy, córki Archambauda IV, pana de Bourbon.
W 1098 r., po rewolcie baronów, został współwładcą Andegawenii. W 1106 r. zbuntował się przeciwko rządom swojego ojca. W tym samym roku został zamordowany podczas oblężenia Candé, prawdopodobnie na rozkaz Fulka IV.